# Unbreakable (альбом Джанет Джексон)
| Совокупная оценка    | Совокупная оценка |
| Источник             | Оценка            |
| -------------------- | ----------------- |
| Metacritic           | 75/100            |
| Оценки критиков      |                   |
| Источник             | Оценка            |
| AllMusic             | [ 2 ]             |
| The A.V. Club        | B                 |
| Chicago Tribune      | [ 4 ]             |
| Entertainment Weekly | B+                |
| The Guardian         | [ 6 ]             |
| Los Angeles Times    | [ 7 ]             |
| The New York Times   | positive          |
| Newsday              | A                 |
| Spin                 | 8/10              |

Unbreakable (с англ. — «Неуязвимый») — одиннадцатый студийный альбом американской певицы Джанет Джексон, вышедший 2 октября 2015 года на её собственном лейбле Rhythm Nation в партнёрстве с BMG. Среди продюсеров сама Джанет, Джимми Джем и Терри Льюис, Dem Jointz, а среди гостевых исполнителей Мисси Эллиотт и Джей Коул. Это первый за 7 лет новый студийный альбом после Discipline (2008) и первый её альбом после сборного диска Icon: Number Ones (2010).
Альбом дебютировал на первом месте в Billboard 200, став для Джексон её 7-м диском на позиции № 1 в США.

## История
Альбом был задуман Джанет Джексон ещё в 2009 году, вскоре после внезапной смерти её брата Майкла Джексона. Несмотря на то, что она приступила к записи нового материала с продюсером Родни «Darkchild» Джеркинсом, Джексон в конце концов отказалась от проекта, не желая указывать, намеревается ли она подписать новый контракт с мейджор-лейблом или выпускать музыку самостоятельно. После исполнения главных ролей в художественных фильмах «Зачем мы женимся снова?» и «Песни о любви» в 2010 году, она начала свой 6-й мировой концертный тур Number Ones, Up Close and Personal в 2011 году, чтобы содействовать продвижению её второго сборника лучших хитов. В 2013 году Джанет известила мир, что она вновь работает над новым альбомом. Спустя год она в 3-й раз вышла замуж, избрав своим новым супругом катарского бизнесмена Виссама аль Мана. В мае 2015 года Джанет анонсировала новый 7-й концертный тур Unbreakable World Tour (он начался 31 августа 2015 и продлится около года) и новый 11-й студийный альбом на её собственном независимом лейбле, созданном ею самой в партнёрстве с BMG.
Unbreakable разделён на две части (две стороны): первая включает в основном танцевальные песни, а вторая (начиная с 10-го трека «Dream Maker / Euphoria») — более экспериментальный материал. Последние две песни содержат элементы рок-музыки: 16-й трек «Well Traveled» (стадионный рок или power ballad) и 17-й финальный трек «Gon' B Alright» (психоделический рок с саундом Sly & The Family Stone).
Диск дебютировал на первом месте в американском хит-параде Billboard 200, став для Джексон её 7-м диском на позиции № 1 в США после предыдущих Discipline (2008), All For You (2001), The Velvet Rope (1997), janet. (1993), Janet Jackson’s Rhythm Nation 1814 (1989) и Control (1986). Это 3-й показатель в истории среди женщин после Барбры Стрейзанд (10 альбомов № 1) и Мадонны (8). Также Джексон вошла в состав элитной компании музыкантов, вместе со Стрейзанд и Брюсом Спрингстином, кто сумел все 4 последних десятилетия попадать на № 1 в США: 2010-е, 2000-е, 1990-е и 1980-е.
Первым с альбома синглом стала песня No Sleeep, вышедшая 22 июня 2015 года с тиражом 38,000 копий в первую неделю релиза. Она дебютировала в американском хит-параде Billboard Hot 100 на позиции № 67, став для Джанет Джексон её 40-м в карьере попаданием в основной чарт США. «No Sleeep» семь недель был на позиции № 1 в чарте Adult R&B Songs.
Альбом получил положительные отзывы и рецензии музыкальной критики и интернет-изданий: AllMusic, Chicago Tribune, Entertainment Weekly, The Guardian, Los Angeles Times, The New York Times, Newsday, Spin.

## Признание
| Публикация           | Страна         | Список                             | Год  | Место |
| -------------------- | -------------- | ---------------------------------- | ---- | ----- |
| The Guardian         | Великобритания | Best Albums of 2015                | 2015 | 37    |
| Entertainment Weekly | США            | The 40 Best Albums of 2015         | 2015 | 11    |
| Slant Magazine       | США            | The 25 Best Albums of 2015         | 2015 | 13    |
| Exclaim!             | Канада         | Top 10 Soul and R&B Albums of 2015 | 2015 | 10    |
| Spin                 | США            | The 50 Best Albums of 2015         | 2015 | 50    |
| Pitchfork Media      | США            | The 50 Best Albums of 2015         | 2015 | 36    |
| Rolling Stone        | США            | 20 Best R&B Albums of 2015         | 2015 | 8     |
| People               | США            | Best Albums 2015                   | 2015 | 8     |

## Список композиций
Источник:
| №                   | Название                                | Автор(ы)                                                    | Продюсеры                                | Длительность |
| ------------------- | --------------------------------------- | ----------------------------------------------------------- | ---------------------------------------- | ------------ |
| 1.                  | «Unbreakable»                           | Джанет Джексон James Harris III Terry Lewis Thomas Lumpkins | Джексон Джимми Джем и Терри Льюис        | 3:38         |
| 2.                  | «Burnitup!» (при участии Missy Elliott) | Джексон Harris III Lewis Dem Jointz Melissa Elliott         | Джексон Джимми Джем и Терри Льюис Jointz | 4:09         |
| 3.                  | «Dammn Baby»                            | Джексон Harris III Lewis Dem Jointz                         |                                          | 3:55         |
| 4.                  | «The Great Forever»                     | Джексон Harris III Lewis                                    |                                          | 4:18         |
| 5.                  | «Shoulda Known Better»                  | Джексон Harris III Lewis                                    |                                          | 4:45         |
| 6.                  | «After You Fall»                        | Джексон Harris III Lewis                                    |                                          | 4:48         |
| 7.                  | «Broken Hearts Heal»                    | Джексон Harris III Lewis                                    |                                          | 3:42         |
| 8.                  | «Night»                                 | Джексон Harris III Lewis Lumpkins Michaela Renee Shiloh     |                                          | 4:14         |
| 9.                  | «No Sleeep» (при участии J. Cole)       | Джексон Harris III Lewis Jermaine Cole                      | Джексон Джимми Джем и Терри Льюис        | 4:20         |
| 10.                 | «Dream Maker / Euphoria»                | Джексон Harris III Lewis Lumpkins                           |                                          | 2:46         |
| 11.                 | «2 B Loved»                             | Джексон Harris III Lewis Lumpkins Abernathy                 |                                          | 2:55         |
| 12.                 | «Take Me Away»                          | Джексон Harris III Lewis                                    |                                          | 4:18         |
| 13.                 | «Promise»                               | Джексон Harris III Lewis                                    |                                          | 0:57         |
| 14.                 | «Lessons Learned»                       | Джексон Harris III Lewis                                    |                                          | 4:23         |
| 15.                 | «Black Eagle»                           | Джексон Harris III Lewis                                    |                                          | 3:17         |
| 16.                 | «Well Traveled»                         | Джексон Harris III Lewis                                    |                                          | 4:18         |
| 17.                 | «Gon' B Alright»                        | Джексон Harris III Lewis Lumpkins                           |                                          | 3:54         |
| Общая длительность: | Общая длительность:                     | Общая длительность:                                         | Общая длительность:                      | 1:04:37      |

| №                   | Название                                        | Автор(ы)                      | Продюсеры                         | Длительность |
| ------------------- | ----------------------------------------------- | ----------------------------- | --------------------------------- | ------------ |
| 18.                 | «No Sleeep»                                     | Джексон Harris III Lewis      | Джексон Джимми Джем и Терри Льюис | 3:26         |
| 19.                 | «No Sleeep» (AFSHeeN Remix при участии J. Cole) | Джексон Harris III Lewis Cole | Джексон Джимми Джем и Терри Льюис | 2:59         |
| Общая длительность: | Общая длительность:                             | Общая длительность:           | Общая длительность:               | 1:11:02      |

| №   | Название                 | Автор(ы)                          | Продюсеры                         | Длительность |
| --- | ------------------------ | --------------------------------- | --------------------------------- | ------------ |
| 18. | «Promise of You»         | Jackson Harris III Lewis          | Джимми Джем и Терри Льюис         | 4:30         |
| 19. | «Love U 4 Life»          | Джексон Harris III Lewis Lumpkins | Джексон Джимми Джем и Терри Льюис | 2:42         |
| 20. | «No Sleeep (PKCZ Remix)» |                                   |                                   |              |

| №   | Название         | Автор(ы)                          | Продюсеры                         | Длительность |
| --- | ---------------- | --------------------------------- | --------------------------------- | ------------ |
| 18. | «Promise of You» | Джексон Harris III Lewis          | Джимми Джем и Терри Льюис         | 4:30         |
| 19. | «Love U 4 Life»  | Джексон Harris III Lewis Lumpkins | Джексон Джимми Джем и Терри Льюис | 2:42         |

## Чарты
| Чарт(2015)                             | Высшая позиция |
| -------------------------------------- | -------------- |
| Австралия (ARIA)                       | 11             |
| Бельгия/Фландрия (Ultratop)            | 20             |
| Бельгия/Валлония (Ultratop)            | 18             |
| Канада (Canadian Albums Chart)         | 1              |
| Нидерланды (Album Top 100)             | 12             |
| Франция French Albums (SNEP)           | 25             |
| Германия (Offizielle Top 100)          | 34             |
| Ирландия (IRMA)                        | 27             |
| Италия (Classifica album)              | 26             |
| Япония Japanese Albums Chart           | 24             |
| Шотландия (Scottish Albums Chart)      | 21             |
| Swedish Albums (Sverigetopplistan)     | 46             |
| Великобритания (UK Albums Chart)       | 11             |
| США Billboard 200                      | 1              |
| США (Billboard Independent Albums)     | 1              |
| США (Billboard Top R&B/Hip-Hop Albums) | 1              |

## История релиза
| Регион | Дата           | Формат                     | Лейбл             | Ссылки |
| ------ | -------------- | -------------------------- | ----------------- | ------ |
| В мире | 2 октября 2015 | CD Цифровая дистрибуция LP | Rhythm Nation BMG | [ 26 ] |